# 제시카 시퍼
제시카 리 시퍼(영어: Jessicah Lee Schipper, 1986년 11월 19일 ~ )는 오스트레일리아의 수영 선수이다. 2004년 아테네 올림픽, 2008년 베이징 올림픽에서 금메달을 땄다.

## 수영 경력
시퍼는 2003년 바르셀로나 세계 수영 선수권 대회에서 데뷔했고 400m 혼계영에서 동메달을 획득했다.
그녀는 2004년 아테네 하계 올림픽때 100m 접영에서 58.22초로 4위를 했다. 그녀는 400m 혼계영에서 금메달을 획득했다.
그녀는 2005년 몬트리올 세계 수영 선수권 대회 200m 접영에서 2시간 5분 65초의 시간으로 폴란드의 오틸리아 옝제이차크에게 0.04초 뒤져서 은메달을 획득했다. 시퍼는 100m 접영에서 금메달을 획득했고 400m 혼계영에서 동료 선수 소피 에딩턴, 리즐 존스, 리비 렌턴과 함께 금메달을 획득했다. 이 과정에서, 그녀는 100m 접영과 200m 접영에서 각각 페트리아 토머스, 수지 오닐이 세운 오스트레일리아 기록을 깼다.
2006년 8월 17일, 시퍼는 2006년 범태평양 수영 선수권 대회 개막식 당일 밤에 여자 200m 접영에서 세계 신기록을 세웠다. 시퍼는 결승전에서 2시간 5분 40초로 우승했다.
시퍼는 2007년 세계 수영 선수권 대회 200m 접영에서 금메달을 땄고, 100m 접영에서 오스트레일리아의 동료 선수 리비 렌턴 뒤에서 은메달을 땄다.

### 2008년 하계 올림픽
시퍼는 2008년 베이징 올림픽 100m 접영과 200m 접영 예선을 통과했다. 시퍼는 2008년 베이징 하계 올림픽때 100m 접영과 200m 접영에서 2개의 동메달을 획득했다. 시퍼는 400m 혼계영에서 팀 동료 리즐 존스, 리비 트리켓, 에밀리 시봄과 함께 금메달을 획득했다.
올림픽 이후 시퍼는 자신의 코치 켄 우드와 결별했다.
시퍼는 세계 선수권 대회 수준에서 그녀의 일관성을 유지했다.

## 같이 보기
- 올림픽 수영 여자 메달리스트 목록
- 수영 접영 100m 세계 기록 추이
- 수영 접영 200m 세계 기록 추이